# Belisana schwendingeri
Belisana schwendingeri is een spinnensoort uit de familie trilspinnen (Pholcidae). De soort komt voor in Thailand. 